# Ocnele Mari

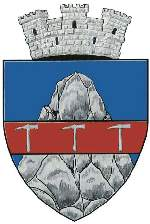
Herb miasta Ocnele Mari

Ocnele Mari – miasto w Rumunii, w okręgu Vâlcea. Według danych na rok 2002 liczy 3591 mieszkańców.